# Oratorio della Misericordia (Sarzana)
L'oratorio della Misericordia è un luogo di culto cattolico situato nel comune di Sarzana, in piazza Firmafede, in provincia della Spezia. Il sito è sede del locale museo diocesano di arte sacra.

## Storia e descrizione

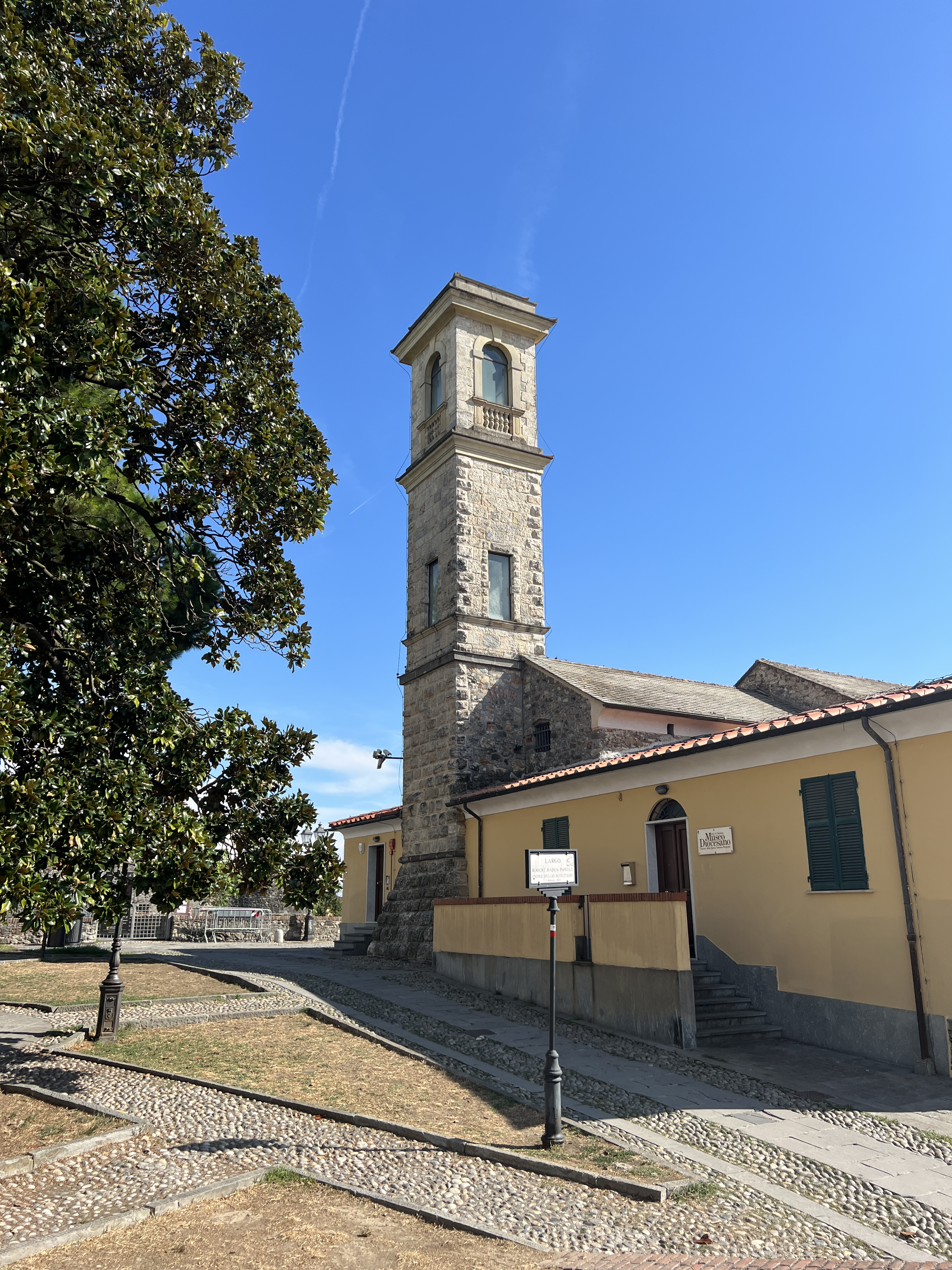
Retro e campanile

Tra i più antichi del borgo storico di Sarzana, situato nella zona della cittadella di Firmafede, la costruzione dell'oratorio avvenne sul finire del XVI secolo forse sui resti di un preesistente edificio religioso (un oratorio o una chiesa cimiteriale).
Un documento certo è l'atto di fondazione della Confraternita della Misericordia (detta anche "dei Neri"), istituita il 1º aprile del 1578, con approvazione del vescovo di Luni-Sarzana monsignor Giovanni Battista Bracelli e del padre cappuccino Angelo Spagnuolo, per portare conforto e assistenza ai malati della città. La confraternita, citata in diverse visite apostoliche, gestiva inoltre il Monte di Pietà.
L'oratorio subì tra i secoli XVI e XVIII diversi rimaneggiamenti che portarono l'edificio allo stato strutturale attuale. Si presenta ad unica aula, rettangolare, con una piccola cupola e volte a botte e a vela. I due altari laterali sono intitolati, quello a sinistra alla Beata Vergine del Crocifisso, quello a destra, alla Madonna del Rosario. Esternamente, la facciata settecentesca presenta un portale dorico e timpano aggettante; annesso all'oratorio il campanile del 1888, costruito grazie ad un lascito del conte Picedi Benettini. Il campanile presenta un paramento in bugnato con due cornici marcapiano ed un muretto d'attico che ospitava la campana.
Dal 2003 è sede del museo diocesano di arte sacra.